# Хотимир
Хотими́р (укр. Хотимир) — село в Обертинской поселковой общине Ивано-Франковского района Ивано-Франковской области Украины. До 17 июля 2020 входило в Тлумачский район.
Название села происходит от славянского имени Хотимир.
Первым известием в письменных источниках о селе зафиксировано под 1443 годом. На 1971 год население села было в количестве 1554 человек.
Население по переписи 2001 года составляло 889 человек. Занимает площадь 27,206 км². Почтовый индекс — 78050. Телефонный код — 03479.
В Хотимире проживала старейшая жительница 117-летняя жительница Украины Екатерина Козак (1897—2014), которая относится к неверифицированным долгожителям.

## История

### Польский период
Первое упоминание о селе датируется 1443 годом, в период Польского королевства. Название села походит от рода Хоцимировских что жили в селе.
В 1626 году владельцами села были Станислав Шпондовский и его жена, последняя в период отсутствия мужа отразила нападения бандитов под командованием Анджея Гурского. В 18 и 19 веках здесь находилась усадьба рода Корабов.
У города Хотимир было Магдебурзкое право

### Австрийская оккупация
В период февраля-марта 1915 года и летом 1916 года в селе точились ожесточенные бои между Австрийской и Российской армией.

### Второй польский период
В 1932—1939 гг. село было центром гмины.

### Немецкая окупация
В 1942 году немецкие оккупанты с помощью украинской полиции депортировали местных евреев в Станиславкое гетто где все они погибли. Также в селе оуновцы убили 30 поляков.

### Советский период
В советское время в селе построили колгосп «Флаг комунизма»

## Известные люди
- Михаил и Екатерина Абрамчук — праведники народов мира[6]
- Клымковыч Ксенофонт Григорьевич — австрийский поет и переводчик[7]
- Кобылянский Бронислав Владимирович — советский языковед[8]

### Посетили
- Андрей (Абрамчук) — управляющий Ивано-Франковской епархии УАПЦ, УПЦ КП, УАПЦ, ПЦУ[3]посетил село
- Петр (Голиней) — епископ-помощник Коломыйский УГКЦ в 2025 году сделал каноническую визитацию[9]

## Памятки
- Памятник односелячанам погибшим в годы Великой Отечественной войны и в борьбе с националистическими бандами[4]
- Церковь в центре села утрачена 1916 г. от удара немецкой артелерии[3]
- Деревянный костел на скале утрачен 1916 г. згорел после немецкого артобстрела[3]
- Костел при везде в деревня утрачен в том же году от австро-вингерских обстрелов[3]
- Одна церковь утрачена при нашествии крымских татар у леса Силец[3]
- Церковь Перенесения мощей Святого Николая (УГКЦ)
- Хотимир заповедник
- Хомимирское заповедник местного значения
- Цовдры заповедник
- Городище памятка природы местного значения

## Топография
Село находится в 16 км от города Тлумач и в 25 км от ж/д станции Годы-Турка.

## Археология
- позднепалеотическое стояние (посиление)[4]
- трипильско-кукутенское стояние[4]
- похоронение эпохи бронзы[4]
- городище и могильник Древнерусского периода[4]